# 山形县
山形縣（日语：／ Yamagata ken */?）位於日本东北地方的西南部地區，臨日本海沿岸，面積約9325.15平方公里，總人口約101萬人，縣政府所在地位於山形市。奧羽山脈坐落於山形縣東部與宮城縣的交界處，西部則是朝日山地的朝日連峰。位於日本海的西北邊飛島是山形縣內唯一的離島。山地與丘陵地形約占縣內總面積3/4，日本三大急流最上川從南到北流經縣内全境。

## 歷史

### 古代
山形縣內有舊石器時代晚期捕獵大型哺乳類動物（如諾氏古菱齒象、駝鹿等）的人類活動蹤跡。在縣內的最上川、荒川和赤川等主要河流及其支流的河階發現100多處遺跡，如寒河江市的明神山遺址等，並且發現許多狩獵用的工具。山形縣也挖掘出許多繩紋時代的遺址，在遊佐町的三崎山遺址出土的青銅劍被認為是通過貿易取得。
在彌生時代後期，繩紋文化通過縣內向南傳播。而隨著氣候逐漸寒冷，山形的村莊被水淹沒，最上川流域内的稻米種植數量也開始減少。
山形縣內也留下許多古墳時代的遺址，如米澤市内的摘山古墳，和南陽市蒲生田山第的二號至第四號古墳等。建於約西元375 年至400 年左右的稻荷森古墳則是縣內最大、東北地方第五大的前方後圓墳。
大和王權時代，庄內地方最初隸屬於越後國，置賜、村山和最上地區則隸屬於陸奧國。和銅元年(708年)，當地設置出羽郡。隔年(709年)，庄内地區設置城柵出羽柵。和銅5年9月23日(712年10月27日），出羽國的建立獲得元明天皇的核准。同年10月，陸奧國的最上和置賜兩郡合併成出羽郡，並設立出羽國，出羽國國府則位於庄內（現酒田市城輪柵遺址）。仁和2年(886年)，最上郡分為北部的村山郡和南部的最上郡。羽州街道大約也在此時鋪設完畢。

### 中古時期
平安時代，山形縣有許多由攝家經營的莊園，這些莊園在日後由奧州藤原氏經營。南北朝時代，陸奧國的奧州探題斯波氏分家並在山形建立勢力，以山形地名自稱為最上氏。室町時代初期，以陸奧國伊達郡為據點的伊達氏入侵置賜地方，並將長井氏領地納入其支配下。
戰國時代，最上郡（現在的村山地方）的最上氏、置賜郡的伊達氏（天文之亂後將本部從伊達郡遷至米澤）和庄內的大寶寺氏佔領山形。受到豐臣秀吉的奧州仕置，以及上杉氏轉移封地至米澤的影響，會津的上杉軍與山形的最上氏在關原之戰中爆發長谷堂城之戰。

### 近代
江戶時代初期最上氏被改易(失去大名身份)後，鳥居忠政入主山形藩，其親屬酒井忠勝入主庄內藩、戶澤政盛入主新庄藩、松平重忠則入主上山藩。明治時期，羽前國和羽後國飽海郡全區相當於現在的山形縣區域。

## 氣候
山形縣與鄰近的新瀉縣和秋田縣一樣為日本海側氣候，全境被指定為豪雪地帶，其中75%的區域為特別豪雪地帶。 面向日本海的庄內地方在夏季和冬季都是縣內氣溫最高的地方，年均溫與北關東或東京都西部的內陸地區相差不大。縣內夏季炎熱潮濕，晚上常有熱帶夜的現象，冬季溫暖但陽光很少。 由於山形縣氣溫高，即使下雪也很容易融化。雖然縣內降雪量不大，但酒田市和鶴岡市有突然降下大雪的紀錄。縣內的內陸地區溫差較大，置賜地方等地的氣溫時常降至−15℃，夏季非常炎熱，但相對乾燥且早晚凉爽，熱帶夜的現象比庄內地方少。

## 經濟
縣內以水果種植為主，其中櫻桃和梨產量是全日本數一數二。

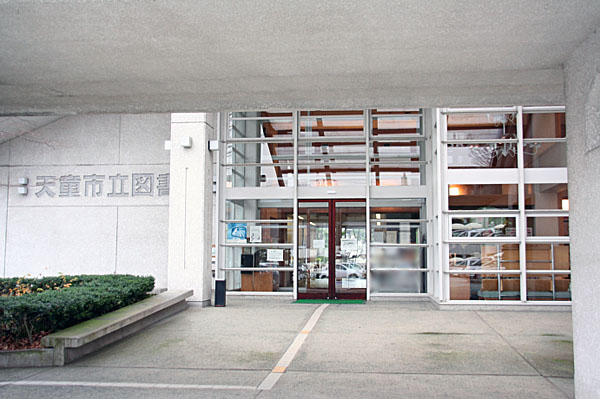
天童市圖書館
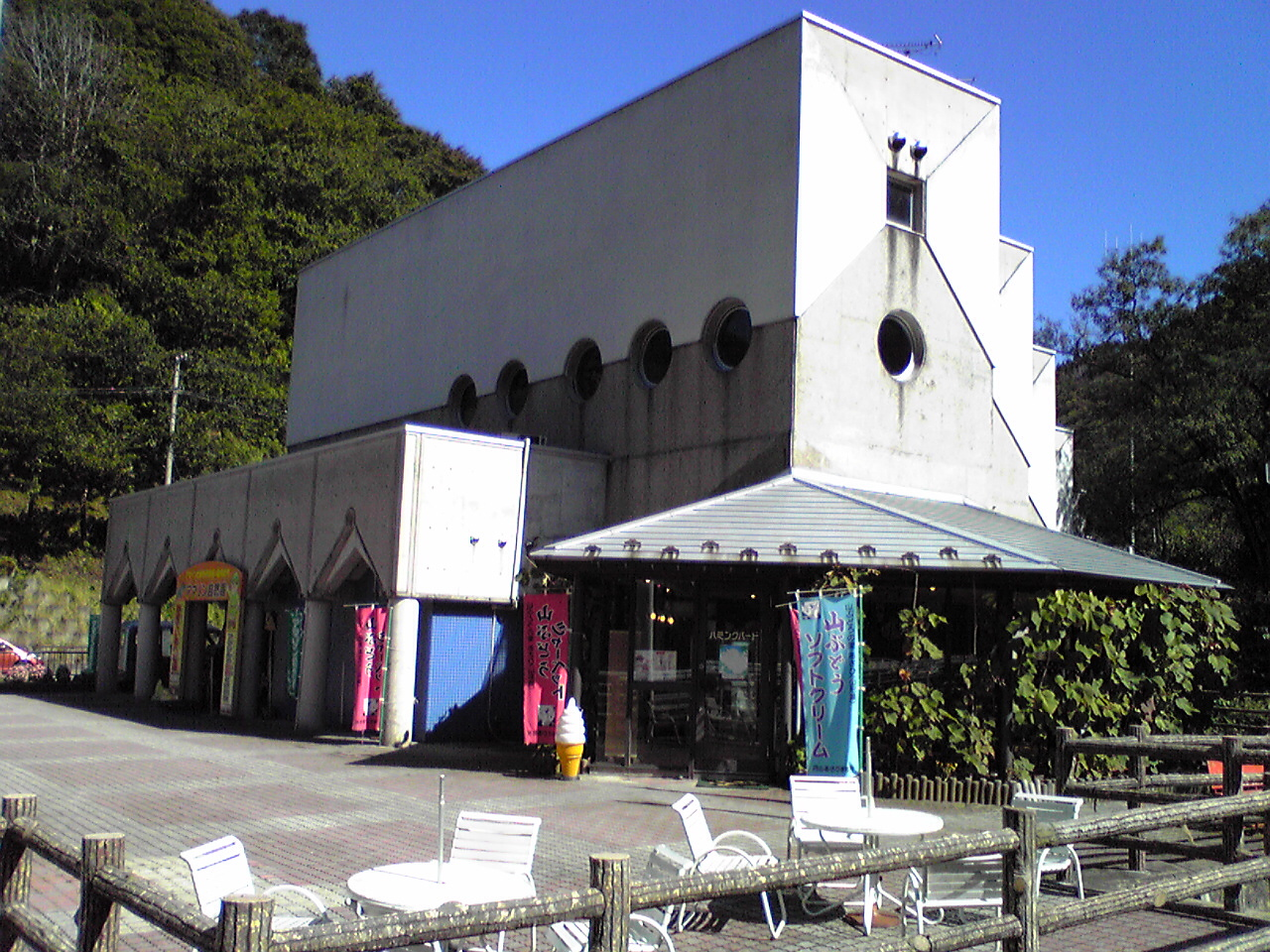
鶴岡市自然館
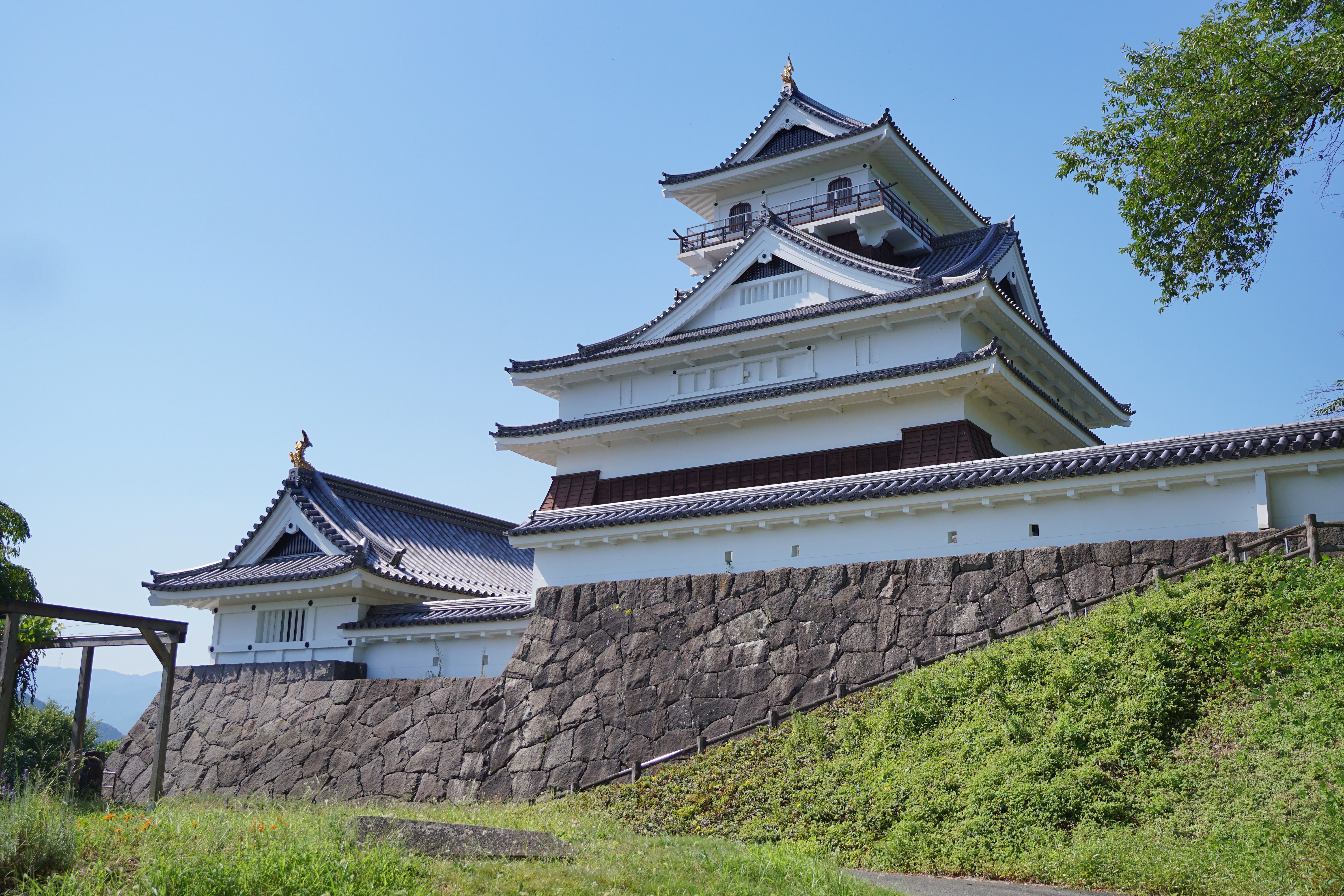
上山城
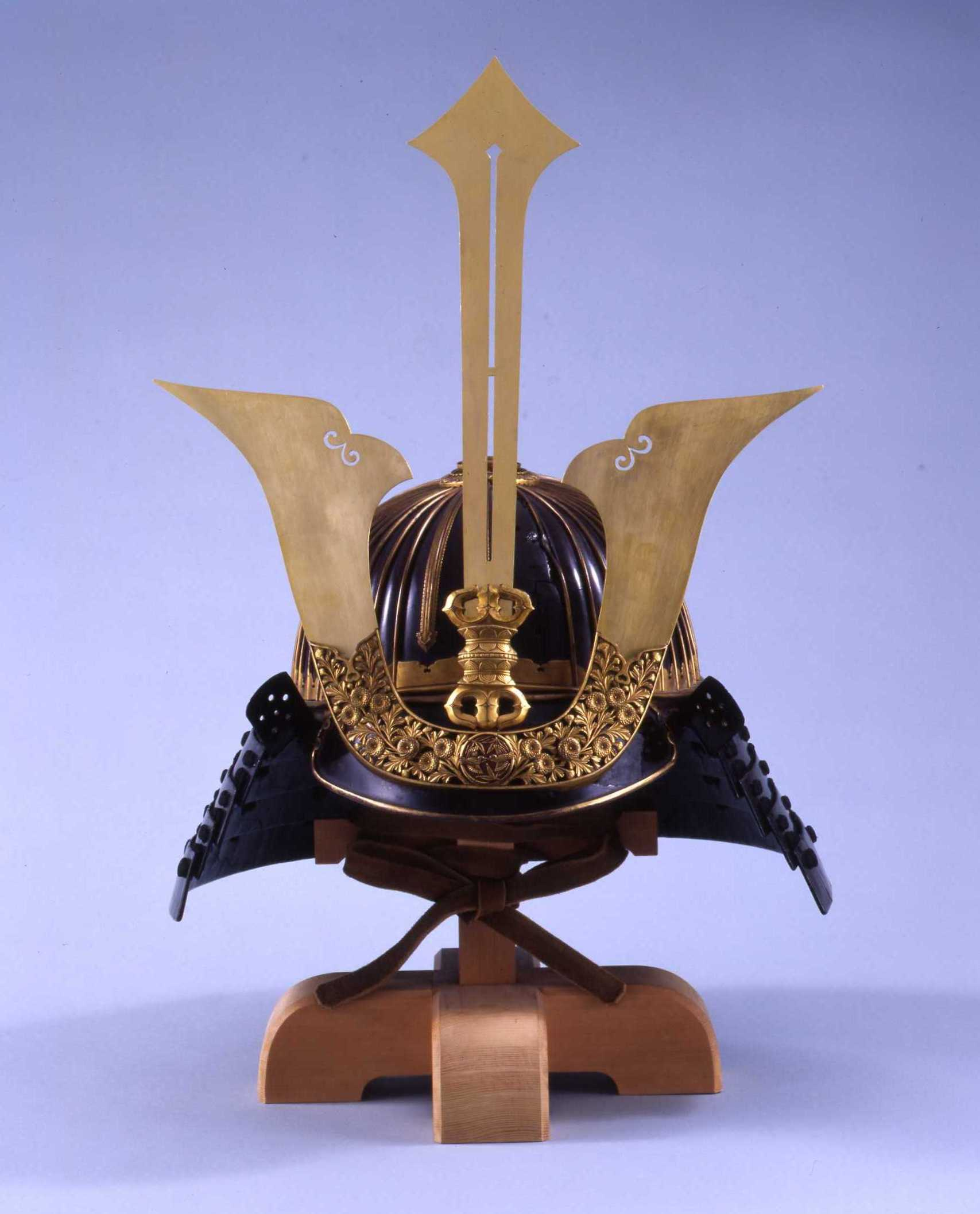
最上義光帽
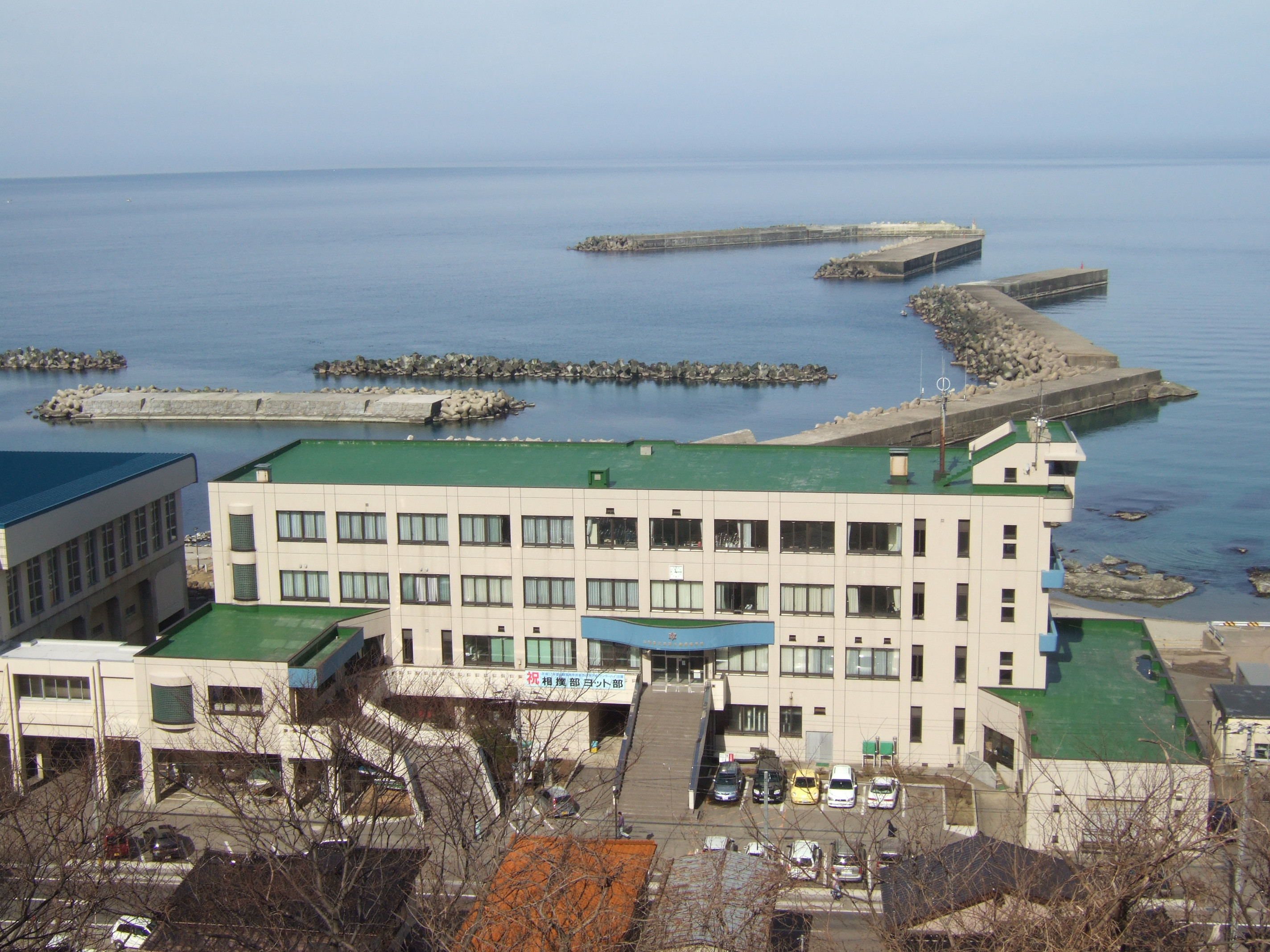
加茂水產高中
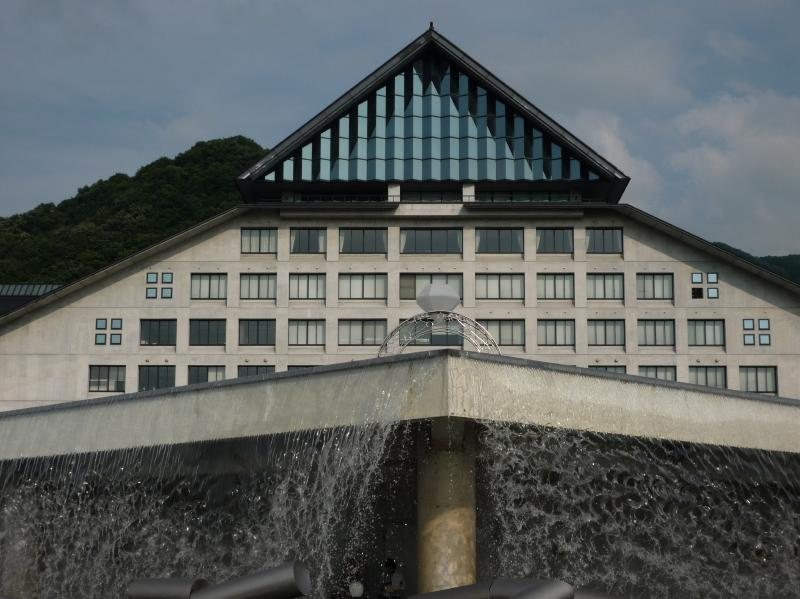
東北藝術工科大學

## 交通

### 道路
- 高速道路
  - 山形自動車道
  - 東北中央自動車道
  - 日本海東北自動車道
- 其他道路
  - 東北地方道路一覽
  - 山形縣縣道一覽

### 鐵道
山形新幹線行經山形縣境內，另境內其他鐵路路線如下：
- 奧羽本線
- 羽越本線
- 仙山線
- 左澤線
- 陸羽西線
- 陸羽東線
- 米坂線
- 山形鐵道flower長井線

### 機場
- 山形機場
- 庄内機場

## 特產
| 水果・蔬菜         | 水果・蔬菜 |
| ------------------ | --- |
| 櫻桃               | 全國都道府縣·收穫量第1位(16年度)。 |
| 西瓜               | 全國有數的產地。 |
| 米                 | 全國有數的產地。主要的品種有はえぬき等。                                                                                                 |
| だだちゃ豆（枝豆） | 鶴岡特產的毛豆。 |
| 西洋梨             | 全國都道府縣·收穫量第1位(16年度)。 |
| 肉類・乳製品       | |
| 米澤牛             | 有名的和牛。 |
| 和牛               | 尾花沢牛（尾花沢市）、西川牛（西村山郡西川町）。                                                                                         |
| 鄉土料理           | |
| 米澤拉麵           | 米澤市。 |
| 蕎麥麵             | 蕎麥的產地有：最上川三難所蕎麦麵（村山市）、大石田蕎麥麵（北村山郡大石田町）、尾花沢蕎麥麵（尾花沢市）、月山蕎麥麵（西村山郡西川町）等。 |
| 久慈良餅           | 從江戶時代開始的有名的銘菓。 |
| 工藝品・民藝品     | |
| 置賜紬             | 國家指定的傳統工藝品。 |
| 山形鑄物           | 國家指定的傳統工藝品。 |
| 天竜将棋駒         | 國家指定的傳統工藝品。 |
| 山形佛壇           | 國家指定的傳統工藝品。 |
| 參考資料：         | |

## 戲劇中的山形縣
- 電視劇
  - 1983年 - 阿信
- 電影
  - 2004年 - Swing Girls
  - 1991年 - 岁月的童话
  - 2008年 - 送行者：禮儀師的樂章
  - 2013年 - 阿信。

## 註解
1. ↑  .   [2024-03-20]. （原始内容存档于2021-01-01）.
2. ↑  横山昭男・誉田慶信・伊藤清郎・渡辺信. . : p.21–22.
3. ↑  横山昭男・誉田慶信・伊藤清郎・渡辺信. . : p.26.
4. ↑  誉田慶喜. . : 28–30.
5. ↑  誉田慶喜. . : 38–40.
6. ↑  . 日本の名物特産品・特産物.   [2010-08-22]. （原始内容存档于2010-09-22）.